# Ocna de Fier (gmina)
Ocna de Fier – gmina w Rumunii, w okręgu Caraș-Severin. Obejmuje tylko jedną miejscowość Ocna de Fier. W 2011 roku liczyła 656 mieszkańców.